# 40.ª División (Ejército Popular de la República)
La 40.ª División fue una de las Divisiones del Ejército Popular de la República que se organizaron durante la guerra civil española sobre la base de las Brigadas Mixtas. Estuvo formada por fuerzas procedentes del Cuerpo de Carabineros.

## Historial
La división fue creada el 13 de abril de 1937, en el Frente de Teruel. Fue formada a partir de fuerzas procedentes de milicias y fuerzas de carabineros de la 87.ª Brigada Mixta. La división inicialmente quedó adscrita al «Ejército de operaciones de Teruel», si bien con posterioridad la unidad fue asignada al XIX Cuerpo de Ejército. En diciembre de 1937, integrado en el XX Cuerpo de Ejército, participó en la ofensiva republicana sobre Teruel. Para entonces se encontraba al mando del teniente coronel de carabineros Andrés Nieto Carmona. Las brigadas 84.ª y 87.ª fueron fueron las que llevaron el peso de la lucha por conquistar la capital turolense, tras tomar parte en una lucha casa por casa.
Tras el final de los combates en Teruel la 40.ª División fue situada en reserva, integrada en el XIX Cuerpo de Ejército, con sus fuerzas muy desgastadas. Posteriormente fue integrada en el XVII Cuerpo de Ejército, junto a las divisiones 25.ª y 65.ª; llegó a tener una destacada intervención durante la defensa republicana de la «bolsa» de Caudiel. Por su comportamiento durante los combates la 40.ª División fue condecorada con la Medalla al Valor. Hacia el final de la contienda, en marzo de 1939, se encontraba situada en el frente de Segorbe.

## Mandos
Comandantes
- Coronel de infantería Manuel Valencia García,[11] con su creación, desde abril de 1937.
- Teniente coronel de carabineros José María Galán Rodríguez, desde agosto de 1937.
- Teniente coronel de carabineros Andrés Nieto Carmona, desde diciembre de 1937.

Comisario
- Manuel Simarro Quiles, de la JSU;[5]

## Orden de batalla
| Fecha              | Cuerpo de Ejército adscrito | Brigadas Mixtas integradas | Frente de batalla |
| ------------------ | --------------------------- | -------------------------- | ----------------- |
| Abril-mayo de 1937 | Ejército de oper. de Teruel | 82.ª, 84.ª, 87.ª           | Teruel            |
| Diciembre de 1937  | XX Cuerpo de Ejército       | 82.ª, 84.ª, 87.ª           | Teruel            |
| Febrero de 1938    | XIX Cuerpo de Ejército      | 87.ª, 97.ª, 222.ª          | Teruel            |
| Marzo de 1938      | XIX Cuerpo de Ejército      | 87.ª, 222.ª, 58.ª y 97.ª   | Teruel-Levante    |
| Noviembre de 1938  | XVII Cuerpo de Ejército     | 87.ª, 211.ª, 222.ª         | Levante           |